# Annette Kullenberg
Elsa Caroline Annette Kullenberg, född Borgström den 9 januari 1939 i Stockholm, död 28 januari 2021 i Cascais i Portugal, var en svensk journalist och författare.

## Biografi
Kullenberg avlade filosofisk ämbetsexamen vid Uppsala universitet 1962. Hon var journalist på Svenska Dagbladet 1961–1965, Vecko-Journalen 1965–1967, Se 1967–1969, Vi 1967–1977 och därefter Aftonbladet. Hon kom att arbeta på sistnämnda tidning i 25 år, bland annat som utrikeskorrespondent under sex år med stationering i Buenos Aires och Barcelona. Hon slutade på tidningen 2002 efter en konflikt med chefredaktören Anders Gerdin om innehållet i en krönika om prinsessan Madeleine. Från 2009 skrev Kullenberg krönikor i Expressen.
Kullenberg var vidare ordförande i Publicistklubben 1994–1997.
Kullenbergs första roman Vänd på dig kom ut 1967 och har följts av andra skönlitterära böcker. Hon har också skrivit reportageböcker, bland andra Överklassen i Sverige (1974) och Urp! sa överklassen (1995). Kullenberg var även dramatiker och skrev ett dussintal pjäser för radio och tv. 
År 2001 vann Kullenberg På spåret tillsammans med Jesper Aspegren, men de blev inte tillfrågade att vara med i mästarsäsongen av På spåret.

### Privatliv
Kullenberg var dotter till Gustaf Borgström och Helen, född Starck, samt syster till Kerstin Vinterhed och Claes Borgström. Hon var gift 1960–1961 med Ingemar Kullenberg och sammanlevde med Dieter Strand under en längre period. I äktenskapet fick hon ett barn och med Strand två barn. Hon avled 2021 i Portugal i sviterna av covid-19.

### Böcker
- Vänd på dig, roman (1967)
- Pappa mamma barn, roman (1968)
- Vad ska vi med teater? (1969)
- Gunnar Karlsson reser västerut (1970)
- Överklassen i Sverige (1974)
- Kärleksbrev till en amerikan (1976)
- Kvinnohatare - jag? och andra sensationella reportage (1978)
- Sångfågeln från Milano (1989)
- Vi som gör jobbet: en bok om IUL i Latinamerika (1990)
- Viva! följ med till Spanien 92!: boken om årets land (1992)
- Diamanten som log i skymningen, roman (1993)
- Urp! sa överklassen: eliten i Sverige (1995)
- Palme och kvinnorna (1996)
- Annette-kolumner (1996)
- Strindberg - murveln: en bok om journalisten August Strindberg (1997)
- Mannen som älskade boaormar och andra bagateller (1998)
- Glöd, roman (2000)
- Lana Turner drack alltid kaffe i mitt kök, roman (2001)
- Annette på sista sidan (2001)
- Den enögde älskaren, roman (2003)
- Censurerad (2004)
- Jag var självlockig, moderlös, gripande och ett monster av förljugenhet : en biografi om Marianne Höök (2008)

### Filmmanuskript
- 1979 – Barbies värld
- 1987 – En film om kärlek

## Priser och utmärkelser
- 2000 - Publicistklubbens guldpenna
- 2001 - Lukas Bonniers stora journalistpris
- 2007 - Jolopriset